# Coloma (Kalifornia)
Coloma statisztikai település az USA Kalifornia államában, El Dorado megyében. Lakosainak száma 521 fő (2020. április 1.).

## Népesség
A település népességének változása:

| 2010 | 529 |
| 2020 | 521 |